# 蒙哥馬利縣 (北卡羅萊納州)
蒙哥馬利縣（英語：Montgomery County）是美国北卡罗来纳州中南部的一個郡，大致上屬於皮埃蒙特地區，面積1,299平方公里。根據2020年美國人口普查，共有人口25,751人。縣治特洛伊。該縣成立於1779年，縣名紀念美國獨立戰爭中戰死的理查德·蒙哥马利。